# Colotois recurvata
Colotois recurvata är en fjärilsart som beskrevs av Barend J. Lempke 1970. Colotois recurvata ingår i släktet Colotois och familjen mätare. Inga underarter finns listade i Catalogue of Life.